# Ніколаєвка (Флорештський район)
Ніколаєвка (рум. Nicolaevca) — село у Флорештському районі Молдови. Адміністративний центр однойменної комуни, до складу якої також входять села Нападова та Валя-Редоаєй.

## Населення
За даними перепису населення 2004 року у селі проживали 911 осіб.
Національний склад населення села:
| Національність       | Кількість осіб | Відсоток |
| -------------------- | -------------- | -------- |
| українці             | 689            | 75,6%    |
| молдавани            | 161            | 17,7%    |
| росіяни              | 51             | 5,6%     |
| гагаузи              | 1              | 0,1%     |
| інша / без відповіді | 9              | 1,0%     |
| Всього               | 911            | 100%     |